# Aristóbulo del Valle (Misiones)

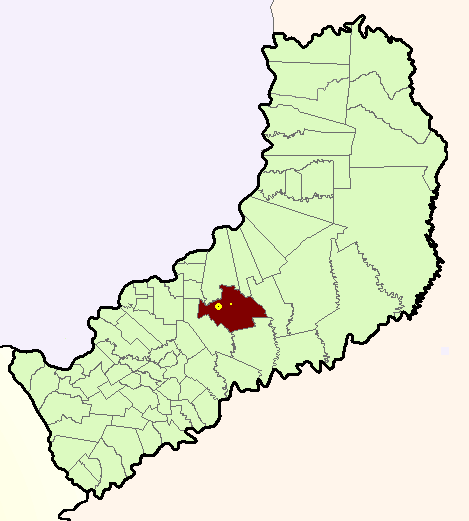
Área del municipio de Aristóbulo del Valle en la Provincia de Misiones.

Aristóbulo del Valle es una localidad argentina de la provincia de Misiones.
El municipio está situado en el departamento Cainguás, entre los municipios de Campo Grande y el recientemente creado municipio de Salto Encantado del mismo departamento, y limita con el municipio de 25 de Mayo del departamento homónimo y los de Garuhapé, Ruiz de Montoya y El Alcázar del departamento Libertador General San Martín.

## Historia
Fue fundada durante el gobierno de Héctor Barreiro, el 14 de junio de 1921, significó para muchos colonos, la posibilidad de forjar un venturoso futuro por las tierras fértiles y montes que prometían nuevas expectativas económicas.
Los primeros pobladores se asentaron a lo largo de la actual Ruta Nacional N°14, provenientes de otras ciudades como Cerro Azul, Bonpland, Colonia Mecking (hoy Leandro N. Alem) y a partir de 1930 y hasta 1940 llegaron los contingentes más numerosos para radicarse en las distintas secciones de la Colonia de Aristóbulo del Valle y Salto Encantado.
La actual Aristóbulo del Valle, también conocida como la "Capital de los Saltos y Cascadas", recibe el estatus de municipio, el 15 de octubre de 1957, en el lugar donde se asentaron los pioneros europeos alemanes, austríacos, ucranianos y polacos y sus descendientes hoy argentinos.
Se encuentra a 140 kilómetros de la ciudad de Posadas, Capital de la Provincia de Misiones. Tiene una superficie de 53.000 hectáreas y 25.000 habitantes, aproximadamente (según censo 2001). Desde Posadas, se accede a ella transitando la Ruta Nacional 12, recorriendo 100 kilómetros hasta llegar a la ciudad de Jardín América, y desde allí, por la ruta provincial 7, recorriendo otros 36 kilómetros. Otro acceso principal es por la Ruta Nacional 14, que pasa por dentro del ejido urbano de la ciudad.
La principal actividad de la zona es la ocupación agrícola que está orientada al cultivo de la yerba mate , té, tabaco, reforestaciones, y a la ganadería.
No obstante, en los últimos tiempos fueron incorporándose -relativamente- nuevas alternativas, enriqueciendo una propuesta consolidada como la piscicultura , apicultura y otras industrias, que permiten a los turistas, si disponen del tiempo necesario, la posibilidad de conocer de cerca los típicos y distintos procesos de cada especie.

## Población
Contaba con 20,683 habitantes (Indec, 2001), lo que representa un incremento del 3% frente a los 20,054 habitantes (Indec, 1991) del anterior relevamiento.
La población estimada en 2019 es de 38.000 habitantes.
Los últimos datos oficiales al año 2024 indican que según el censo poblacional del año 2022 la localidad de Aristóbulo del Valle, municipio, tenía ese año 20 450 habitantes y 7600 viviendas.-
Salto Encantado es un Municipio separado de Aristóbulo del Valle

## El escudo

### Creación
La Municipalidad, realizó un concurso para la confección del símbolo municipal que se llamó: "Concurso Escudo A. del Valle". Éste se convocó a través de los medios locales de comunicación. 
La entrega del Primer y Único Premio se hizo efectiva el 3 de octubre de 1990 por el Intendente Joaquín Rietz al nieto Lionel Agustin Luchena de la autora Dorotea Olivia Dobbernack.

### Heráldica
Forma: piel de toro modificado cortado medio partido filiera de sable timbrado.
Trae en el primer cuartel sobre tapiz de plata un sol naciente de oro con seis rayos trapezoidales de lo mismo.
Trae en los cuarteles segundo y tercero tapiz de sinople cargados con una media rueda dentada de sable y simétricamente en la punta y sus cantones una palma abierta de gules en posición de ofrenda siniestra a la diestra y diestra a la siniestra y tres hojas de yerba mate de sinople ligero.
Como división de los cuarteles un ceñidor estrecho de azur celeste disminuido de plata que se prolonga en palo hacia la punta.
Ornamentos: como timbre una cinta en arco terciada en faja de azur celeste y plata, plegada dos veces sobre sí misma extremos terminados cortados en triángulo y cargada con un lema toponímico de letras capitales romanas de sable. Por lo bajo otra cinta de lo mismo cargada con una fecha de sable. En los flancos entre ambas cintas un arco con una flecha de sable y dirigidos al centro del blasón.

### Simbología
El Escudo de Aristóbulo del Valle, está dividido en dos campos, lleva los elementos esenciales de la innegable realidad de este grandioso suelo. El ángulo superior, representa nuevas esperanzas, un nuevo horizonte para todos sus habitantes. En el centro del cuartel inferior, representando los grandes atractivos turísticos, emerge grandioso el Salto Encantado, resaltando la belleza natural de la zona, Capital de Saltos y Cascadas. A ambos lados, el color verde, marcando la existencia de la gran riqueza forestal con sus bosques nativos.
En la base, las manos abiertas en exaltación a la amabilidad y hospitalidad de los lugareños.
En los dos costados inferiores, hojas de yerba mate y té, sostén de la economía y fuente principal de trabajo para sus hijos. Lleva también en la parte inferior un engranaje, simbolizando las industrias, de fundamental importancia para el progreso, citando entre otras, a los establecimientos para la elaboración de yerba mate y té, que llegan a distintas provincias y países, industria metalúrgica, (fabricación de máquinas agrícolas).-
En la parte superior lleva la leyenda “Municipalidad de Aristóbulo del Valle” y, en la inferior, queda estampado el año que nació la floreciente y antiguamente llamada “Comisión de Fomento”, a ambos lados, dos flechas indígenas, simbolizando la presencia de los Padres de estas tierras.

## La bandera municipal
Su consagración fue consecuencia de un concurso local organizado por la
escuela n.º 422, fue declarada Bandera Oficial, según Ordenanza n.º 25/2000,
presentada por primera vez el 3 de octubre de 2005 en el Acto Aniversario
del Pueblo.
La Bandera de Aristóbulo del Valle, con los colores verde, celeste y rojo,
destaca los siguientes aspectos lugareños:
EL VERDE: Representa a la exuberante vegetación del municipio, cuya preservación será
fundamental para el desarrollo presente y futuro.
EL CELESTE: Refleja las abundantes aguas que bajan impetuosas,
presentando numerosos saltos y cascadas, los cuales le dan el mote de
“El Paraíso de Saltos y Cascadas”. Esto se debe a la
ubicación geográfica del territorio municipal, sobre la Sierra Central que
constituye la divisoria de aguas en esta zona de Misiones.
EL ROJO: Identifica el color de la tierra y el detalle de las
artesanías aborígenes, en alusión a los Pueblos originarios que habitan y habitaron la zona.

## La canción oficial
El Concurso “Canción Oficial”, se realizó con la finalidad de promover y estimular la producción
poético-literaria-musical de excelencia.
A través del llamado a todos los Poetas, intérpretes, compositores y músicos del Municipio;
despertando en ellos la inspiración para crear una Canción que compendie los valores y símbolos
de la identidad local, buscando la composición musical que identifique el llamado “Paraíso
de Saltos y Cascadas”.
Muchos fueron los músicos que respondieron generosamente a la convocatoria realizada por la
Dirección de Cultura y Educación, ardua fue la tarea del Jurado que con responsabilidad y
conocimiento supo definir el veredicto final.
El ganador del Certamen fue el Cantautor Román Silvero, quien nació en Aristóbulo del Valle el 5
de marzo de 1963. Cursó sus estudio Primarios y Secundarios en la Escuela Normal N.º 6, a los
6 años comenzó a cursar piano y a los 7 danzas folklóricas, recibiéndose de profesor elemental
de piano y danzas folklóricas con 11 años.
Actualmente lleva compuestas 125 canciones entre las que se destacan, “Aristobuleña", "Yo soy
Aristobuleño", "Esta es mi Provincia”, entre otras.
En su ciudad formó parte del Conjunto Vocal “Las voces del Salto” y “Los del Valle”.
Es solista de Canto y docente especial de Educación Artística.
Obtuvo el primer puesto con la composición “YO SOY ARISTOBULEÑO”, tema que por
disposición del Concejo Deliberante, según Ordenanza n.º 442/2007 a partir del 25
de mayo de 2007 es la Canción Oficial de Aristóbulo del Valle, debiendo ser interpretada en
Actos oficiales al igual que el Himno Nacional y la Canción Provincial.

## Turismo

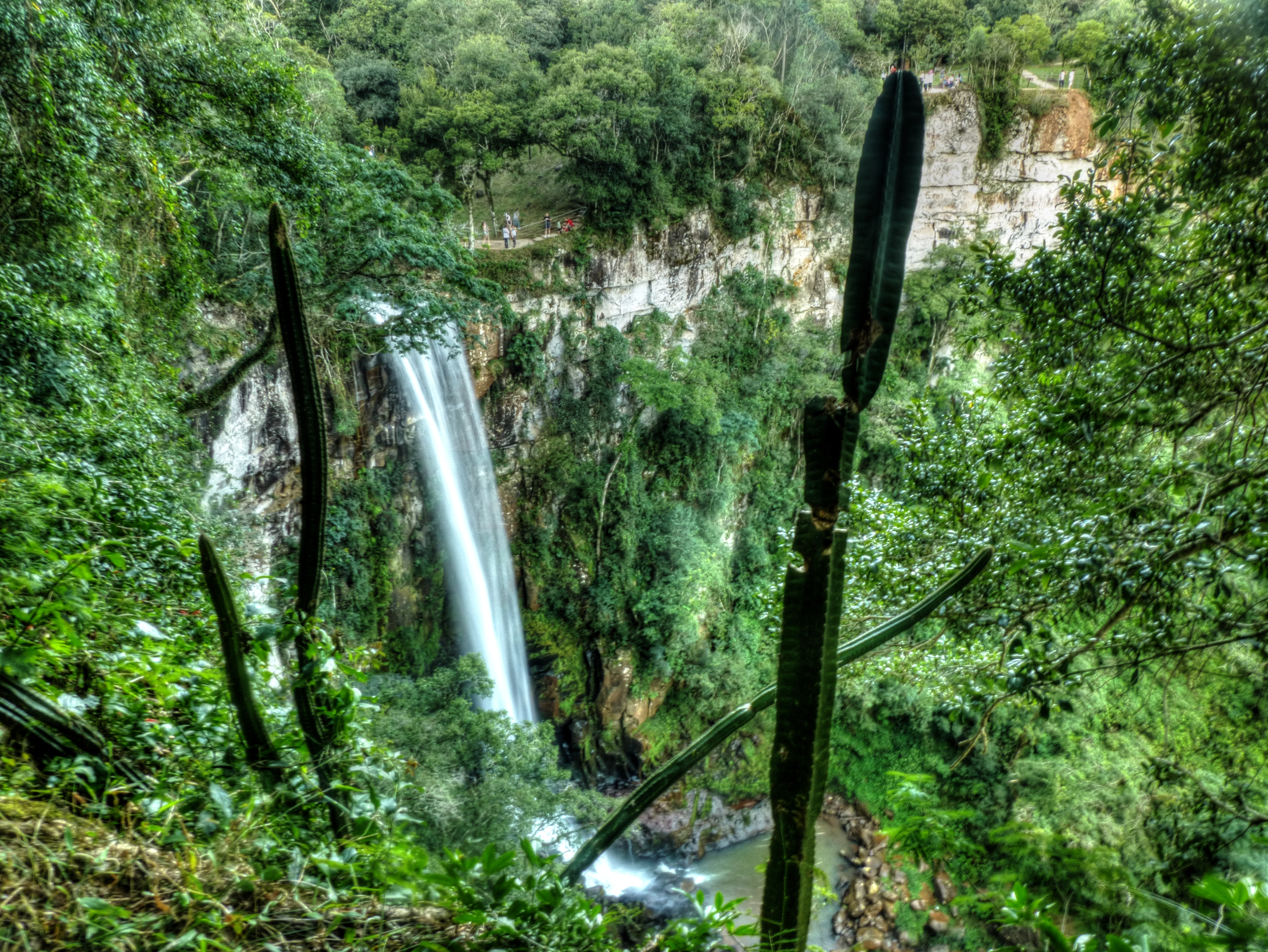
Salto Encantado

Aristóbulo del Valle brota en el corazón de la provincia de Misiones encabeza la región turística  de Los Saltos y Cascadas. Aristóbulo del Valle es denominada capital de saltos y cascadas, porque en sus alrededores se encuentran numerosas caídas de agua que los turistas frecuentan ya sea para observar el paisaje como para refrescarse. El municiipio cuenta con una Dirección de Turismo que asesora a los visitantes sobre los atractivos a visitar.
Dentro de los saltos, el más importante es el Salto Encantado, una caída de agua de unos 60 metros bordeada por vegetación selvática y hábitat de numerosas especies faunísticas nativas, protegido por el parque provincial. Actualmente se encuentra dentro del municipio recientemente creado de Salto Encantado. A kilómetros del salto se encuentra el otro núcleo urbano del municipio: Villa Salto Encantado.
Entre los demás atractivos turísticos pueden destacarse:
Salto Alegre: se encuentra sobre el Arroyo Alegre, cayendo desde 13 metros de altura. En sus cercanías se encuentran la Cascada Alegre y el Salto Armonía.De este atractivo natural cualquiera se enamora, uno de los más lindos de misiones cuenta con una altura es de aproximadamente 20 metros. El Alegre es un salto que se encuentra dentro de una propiedad privada y no cuenta con ningún tipo de servicio ni infraestructura.

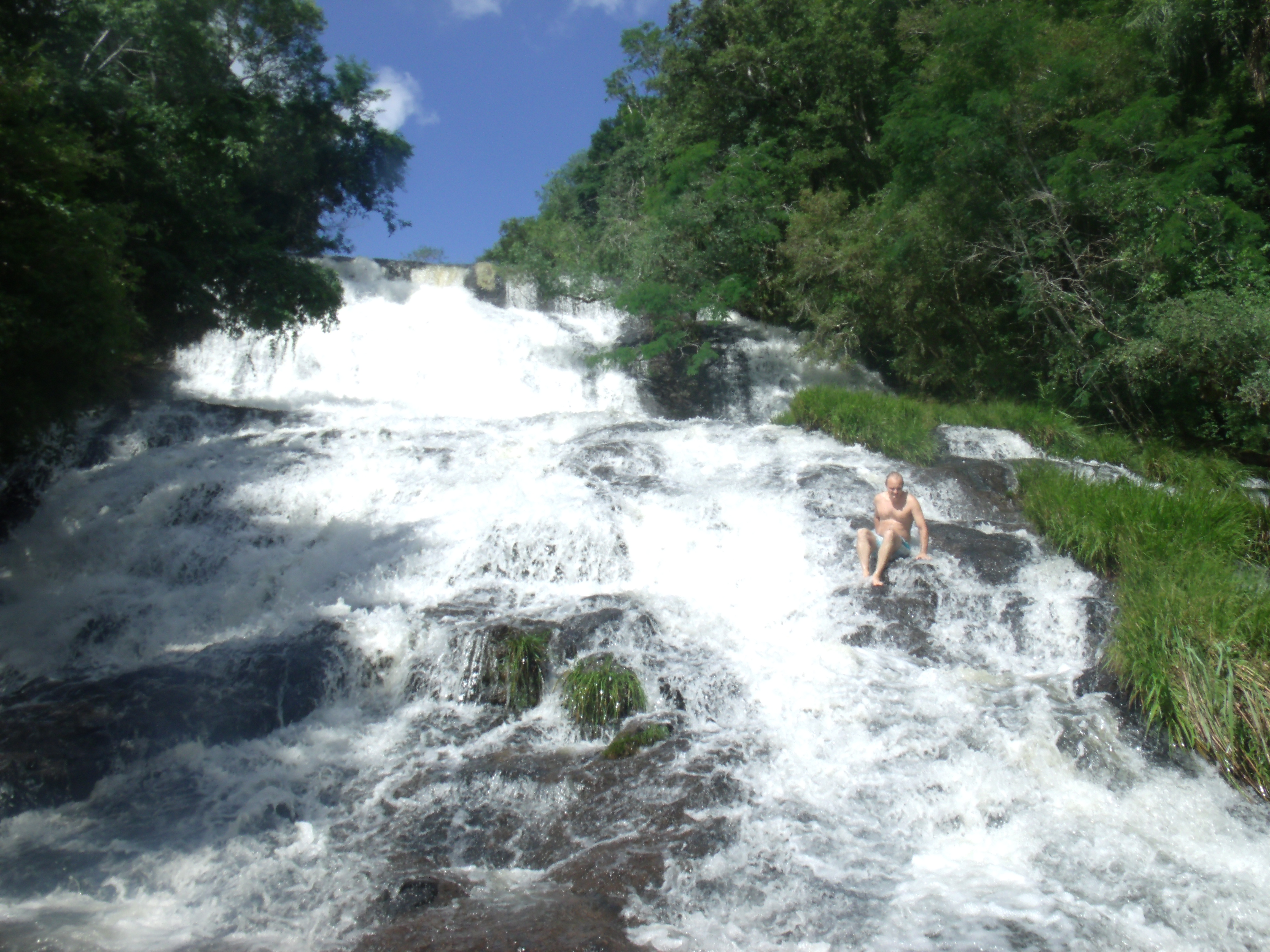
Salto Piedras Blancas

Salto Piedras Blancas: este salto alimentado por el Arroyo Alegre, cae desde 8 metros de altura y corre a lo largo de 50 metros,se encuentra a 5km del Salto Encantado, y tiene una caída de una altura semivertical de 4 a 5 metros. configurando un atractivo de importancia alrededor del cual el visitante puede acampar.
Salto San Bernardo: se encuentra sobre el arroyo Barrero Viejo cayendo desde 30 metros de altura.
Balnearios y cámpines turísticos completan la paisajística, natural y recreativa propuesta en las afueras de Aristóbulo del Valle, mientras que en el centro urbano de la misma el parque Lineal Cainguás (diseñado por el arquitecto paisajista Pradial Gutiérrez) combina vegetación y arte conformándose como un sitio ineludible de conocer al llegarse hasta la localidad. Si bien las piezas de arte no se las aprecia con un buen mantenimiento y varias de ellas fueron víctimas de saqueos debido al descuido del parque, no deja de ser un sitio de interés. Inicialmente el parque contaba con más de 8 cuadras de largo y estaba delimitado con 2 rotondas (una en cada extremo). Posteriormente, además de esas 8 cuadras iniciales, el parque fue prolongado unas 4 cuadras más. Asimismo, en 2011 se proyectó extenderlo hasta el núcleo urbano de Villa Salto Encantado (distante a 7 km de Aristóbulo del Valle); su finalización significará la concreción del mayor espacio verde urbano de la provincia.
Aristóbulo cuenta con 3 áreas naturales protegidas: Parque Provincial Salto Encantado del Valle del Cuñá Pirú, Reserva Privada Valle del Arroyo Cuñá Pirú y la Reserva Privada Refugio Tangará.
Salto El Cañadón: se encuentra en Aristóbulo Del Valle dentro del complejo agro turístico ¨El Cañadón¨.
El acceso es muy fácil en zona urbana, pero para llegar al salto se debe efectuar una gran aventura, caminando unos 1,5 km por senderos de monte.

## Cultura

### Festival provincial de la identidad entre Saltos y Cascadas
Se realiza en el paseo cultural de la localidad todos los años a fines de septiembre y comienzos del mes de octubre, coincidentemente con los festejos de la colocación de la piedra fundamental de la localidad.
Durante las jornadas se realizan shows musicales donde participan renombrados cantantes locales y provinciales, como así también variados espectáculos artísticos de danzas folclóricas, árabes, y ballets de las colectividades, uno de los más destacados es el  Ballet Roksolana de la colectividad ucraniana que carga varios premios internacionales y es muy reconocido dentro de la localidad .
Otro de los eventos importantes es la noche de las iglesias, donde las distintas congregaciones locales participan con sus coros, cantantes y grupos musicales
También en una de las jornadas se realiza la elección y coronación de la reina provincial, donde participan representantes de las distintas localidades de la provincia.
Es de destacar que en el predio y durante todo el festival funciona la feria artesanal de productos yeyokua; una muestra variada de los mejores expositores locales con productos rurales, urbanos y de las comunidades Mbya Guaraní de la ruta provincial N.º 7.

### Feria Franca A del Valle
Son pequeños agricultores familiares, que comercializan en forma directa sus productos al consumidor local. Dedicados exclusivamente a la venta minorista de artículos alimenticios, frutihortícolas de granja, panificados regionales y todos elaborados artesanalmente. Esta feria funciona por la mañana en un predio municipal ubicado en el centro de la ciudad los días miércoles y sábados. La iniciativa está dirigida hacia la promoción del desarrollo socioeconómico y cultural, el fortalecimiento productivo y la generación de recursos económicos para los colonos locales, posicionando la producción cultural en el mercado turístico de la provincia.

### Feria artesanal de productosMercado Yeyokua:
Es una red de Emprendedores que pertenece al sector de la Economía Social en la zona centro de la provincia de Misiones, está integrada por artesanos de las comunidades mbya guaraní, rurales, urbanos y asociados conformando una cuenca regional que integran las localidades de Aristóbulo del Valle, Campo Grande, Dos de Mayo, 25 de Mayo, San Vicente y El Soberbio, todas ellas de la provincia de Misiones, Argentina.
Yeyokuá significa Nudo en Mbya Guaraní el nombre que eligieron los emprendedores para la marca colectiva que busca alcanzar un objetivo compartido: producir, capacitarse, mejorara sus productos y sobre todo vender más, generando así un polo productivo que promueva el desarrollo local, a través de la diversificación de la economía, la generación de trabajo y la revitalización del mercado
Funciona en Parque Provincial Salto Encantado del Valle del Cuñá Pirú, principalmente en Semana Santa y en los meses de temporada alta, esta red participa también de las ferias Hecho en Misiones del Ministerio de Desarrollo social de la provincia que se realiza durante todo el año en distintas localidades.

## Instituciones

#### Neni
NENI 2071:
NENI 2070:
NENI 2052:

#### Nivel Primario
- Escuela n.º 406 "Paula Albarracin"- Av. de las Américas 1445

- Escuela 770 - pellegrini s/n

- Escuela 172 "Libertado de América" - Ruta provincial N.º 7

- Escuela 882 "Hermana Margarita" - Ruta provincial N.º 7

- Escuela 680 "Madre Teresa de Calcuta"- Av. Corrientes y Timbó

- Escuela 422 "Provincia de Santa Cruz" - Ruta nacional n.º 14 ex kilómetro 1214

- Escuela n.º 407 " Florentina Ameghino" - Ruta nacional n.º 14 kilómetro 1218

- Escuela 580- Colonia Carril

- Escuela 425 "Salto Encantado- Ruta n.º 220 Cerro Moreno

- Escuela 423 "Tierra del Fuego" - Parage Tamandua kilómetro 214

- Escuela Especial 26, Sáenz Peña s/n

- Instituto Adventista Aristóbulo del Valle - Ruta Nacional N°14 Kilómetro 935

#### Nivel Secundario
- Bachillerato Orientado Provincial N° 79

El Bachillerato Orientado Provincial n.º 79 se encuentra ubicado a la altura del Kilómetro 927 sobre la Ruta Nacional 14.
El establecimiento cuenta con una matrícula de 132 alumnos y ofrece orientaciones en economía y administración de empresas.
- Bachillerato Orientado Provincial N° 62

- Escuela Normal Superior N° 6 Gral. Don José de San Martín
- Instituto que en 2020 estará cumpliendo 60 años de historia,cuenta con los niveles primario, secundario (con orientación en Ciencias Sociales, Ciencias Naturales y Arte). Se encuentra ubicado en el casco céntrico de la ciudad.

- E.P.E.T N° 8

- Comercio N° 13

- Bachillerato Orientado Provincial N° 109

- C.E.P N° 27
- I.E.A. N°14 Instituto de Enseñanza Agropecuaria N°14, creado por resolución n.º 4332/14 del Consejo General de Educación de la Provincia de Misiones con el objetivo de formar Técnicos Agropecuarios capacitados para afrontar la exigente demanda laboral de la región. Los alumnos del IEA N°14 egresan con el título de Técnico en Producción Agropecuaria tras cursar 6 años de jornada completa con desayuno, almuerzo y merienda en el establecimiento escolar. Ubicado en Ruta 14 ex KM 200, ingreso a Picada Propaganda.

#### Nivel Terciario
Instituto de Formación docente, Cecilia Braslavsky, ofrece profesorados en: historia, lengua y literatura, matemática, biología y educación física. 
Instituto de formación docente continuo Cainguás, ofrece profesorados en: magisterio y nivel inicial. 
Instituto Tecnológico Provincial n.º 1 (I.Te. P. n.º 1), en la Picada Propaganda, a 150 metros de la Ruta Nacional 14. Ofrece Tecnicaturas Superiores gratuitas y de validez nacional en: Diseño Gráfico Digital y Producción Agroalimentaria (consistente en la transformación de materias primas agrícolas y conservación de alimentos).
I.P.E.T, ofrece profesorados en: administración de empresas y profesorado de portugués.

#### Universitario
De gestión privada:
- Instituto Diego Thomson
- Escuela de la Familia Agrícola, E.F.A. "San Bonifacio"

### Instituciones religiosas

#### Parroquias de la Iglesia católica en Aristóbulo del Valle
| Diócesis  | Oberá                         |
| --------- | ----------------------------- |
| Parroquia | Santa Teresita del Niño Jesús |

## Organizaciones sociales
- Fundación REMO

La Fundación REMO es una organización social sin fines de lucro que promueve el mejoramiento de la calidad de vida de las personas mediante proyectos de acción comunitaria enmarcados en programas específicos.
Creada en septiembre de 2013 por la antropóloga social Noelia Gimena Potschka, desarrolla de manera sostenida programas que apuntan a la responsabilidad y participación ciudadana en diversos órdenes, presentando puntualmente una línea de acción denominada “Fortalecimiento de organizaciones barriales” dentro de la cual acompaña a organizaciones sociales e instituciones a fortalecer los vínculos con los ciudadanos que componen el tejido social, respaldando actividades en donde la reapropiación y resignificación de los espacios públicos son fundamentales para incrementar el sentido de pertenencia de los individuos intervinientes en éstas organizaciones. 
La Fundación REMO promueve, coordina y gestiona actividades de este tipo en escuelas, organizaciones barriales y clubes dentro de la provincia de Misiones. Para más información véase: http://www.fundacionremo.org Archivado el 30 de octubre de 2020 en Wayback Machine.
- Club Atlético Aristóbulo del Valle

Introducción: La fundación no responde a una necesidad propiamente dicha, sino que surge entre los años 1958 y 1961, debido a que el fútbol era la actividad del momento, y eran realizadas por la mayoría de los pobladores, para escaparse de la rutina del trabajo y demás; y por la pasión por dicho deporte, el cual concentraba prácticamente a todas las familias.
El club Atlético fue la fusión de dos clubes, el Club deportivo “Km 8” el cual se encontraba respectivamente en el km 1208 en la Ruta Nacional 14 (actualmente km 933), y en el que participaban los vecinos de la zona, ya que era el sector industrial, y eso demandaba una población en los alrededores.
Y en el sector 204 el cual era el centro más urbanizado del momento, estaba el “Club Recreativo”, que se estaba declinando en su función, entonces deciden realizar una unión entre ambos clubes, creando así el “Club Atlético Aristóbulo del Valle.”
Índice
- Años de surgimiento.
- Motivo de creación.
- Creadores.
- Liga obereña.
- Clubes asociados a la liga.
- Campeonatos y torneos más importantes.
- Ubicación del club en sus principios y en la actualidad.
- Su tradición.

Su primera sede fue en el terreno del Club Recreativo; luego por la donación de un terreno del señor Benjamín Fontana y venta de otro terreno, se construyó la nueva sede en la calle José de San Martín, que es la que permanece hasta la actualidad, pero con fines comerciales.
Todos los fines de semanas eran partícipes de campeonatos o torneos, incluso lo que se llamaba “torneos relámpagos”, los cuales eran la invención de torneos que terminaban en el día. Desde sus comienzos no tienen cancha propia, sino que la cancha utilizada, es la cancha municipal estadio “Yuyito”, que se encuentra ubicada en la avenida de las Américas, a unos 350m aproximadamente de la sede del Club. Y lleva ese nombre en honor a un gerente del Banco Provincia, quien formó la primera liga de fútbol en los años 63.
Desde sus principios, el principal rival era “Salto Encantado”, pero en los campeonatos participaban todos los equipos de fútbol de la localidad: “Alto Verde”, “Ex Alumnos”, “Macuco” de Dos de Mayo, “Sol de América” de San Vicente, “San Rafael” de Campo Grande, “Independiente” de Campo Viera, entre otros.
El Club Aristóbulo del Valle no tiene una fecha exacta de creación, aunque en las inscripciones a la Liga obereña, figura 25 de mayo de 1972, fue una simple fecha de inscripción, que le permite suspender o postergar un partido si está planeado para esa fecha. El nombre surge de esa primera comisión de fundadores, ya por si todos los clubes de fútbol son llamados “Club Atlético”, y “Aristóbulo del Valle”, fue por la localidad a la que pertenecía. 
Los logros más importantes de dicho club fueron realizados después de los años 70, jugaron varios torneos regionales, provinciales, y nacionales, casos parecidos a donde hoy está “Guaraní” o “Crucero del Norte”, campeonatos de esos jugó el Club. Se estima que 6 veces participaron de los torneos regionales, y torneo del interior llamados “Nacional A” o “Nacional B”. También fueron campeones provinciales, en donde le ganaron al equipo Club Atlético “Tigre” una final, en la cancha de “Guaraní Antonio Franco”, cuando el equipo de Tigre era el equipo más grande.
Jugaron con Brasil, partidos amistosos, por ejemplo el 25 de Mayo, que es fecha patria, venían equipos de Santa Rosa o de Tuparambí de Brasil a jugar acá, y el día de la independencia de Brasil, Atlético Aristóbulo, viajaba para allá, eso era considerado tradicional.
De los trofeos, copas y demás recordatorios de esos momentos, lamentablemente se desconocen sus actuales ubicaciones, todo eso se fue perdiendo con el correr de los años, y traspaso de presidencia y comisiones organizativas del Club Atlético Aristóbulo de Valle.

## Personas destacadas
- Andrés Cubas.
- Maurice Fabián Closs.